# وزارت منابع طبیعی و پایداری محیط زیست مالزی
وزارت منابع طبیعی و پایداری محیطی (مالایی: Kementerian Sumber Asli dan Kelestarian Alam) یکی از وزارتخانه‌های دولت مالزی است که مسئولیت منابع طبیعی، محیط زیست، تغییرات اقلیمی، زمین، معادن، مواد معدنی، علوم زمین، تنوع زیستی، حیات وحش، پارک‌های ملی، جنگلداری، نقشه‌برداری ، و داده‌های جغرافیایی-مکانی را بر عهده دارد.